# Luafatu
Luafatu ist eine kleine unbewohnte Insel in der tonganischen Inselgruppe Vavaʻu.

## Geographie
Luafatu bildet die Verlängerung Landzunge Matahunga von Hunga, die bis auf ca. 2 km an das Kap Fata (Longomapu) von Vavaʻu herantritt. In dem Kanal liegt neben Luafatu noch Tuʻungasika auf der Seite von Vavaʻu. An der Insel verläuft die Faihava Passage zum Ava Pulepulekai-Kanal, der weit ins Zentrum der Inselgruppe und bis ins Zentrum der Hauptinsel führt.

## Klima
Das Klima ist tropisch heiß, wird jedoch von ständig wehenden Winden gemäßigt. Ebenso wie die anderen Inseln der Vavaʻu-Gruppe wird Luafatu gelegentlich von Zyklonen heimgesucht.